# Una canzone come gli 883
Una canzone come gli 883 è un singolo dei DPCM Squad, pubblicato il 5 giugno 2020.
Il brano, un omaggio benefico agli 883, è prodotto da Boss Doms ed eseguito da dieci cantanti e quattro gruppi, cioè Max Pezzali, ex-componente degli 883, Lo Stato Sociale, Cimini, Emis Killa, Eugenio in Via Di Gioia, Fast Animals and Slow Kids, Marco Giallini, J-Ax, Jake La Furia, La Pina, Pierluigi Pardo, Pinguini Tattici Nucleari, Nicola Savino, per un totale di trentadue artisti.

## Tracce
1. Una canzone come gli 883 (feat. Max Pezzali, Lo Stato Sociale, Cimini, Emis Killa, Eugenio in Via di Gioia, Fast Animals and Slow Kids, Marco Giallini, J-Ax, Jake La Furia, La Pina, Pierluigi Pardo, Pinguini Tattici Nucleari, Nicola Savino) – 4:17

## Formazione
- Max Pezzali – voce
- Lo Stato Sociale – musica, voce
- Cimini – voce
- Emis Killa – voce
- Eugenio in Via Di Gioia – musica, voce
- Fast Animals and Slow Kids – musica, voce
- Marco Giallini – voce
- J-Ax – voce
- Jake La Furia – voce
- La Pina – voce
- Pierluigi Pardo – voce
- Pinguini Tattici Nucleari – musica, voce
- Nicola Savino – voce